# Jean Boffety
 Jean Boffety  (* 7. Juni 1925 in Chantelle; † 25. Juni 1988 in Paris) war ein französischer Kameramann.

## Leben
Jean Boffety war nach seiner Ausbildung als Kameraassistent tätig und erstmals im Jahr 1960 als Chefkameramann verantwortlich. Mehrfach arbeitete er mit den Regisseuren Robert Enrico, Robert Hossein, Claude Sautet und Claude Lelouch. Seine Fähigkeiten bewies er nicht nur bei actionreichen Kriminalfilmen, sondern auch bei eher stillen Werken, in denen er die einfühlsame Zeichnung der Personen unterstützte. Für Eine einfache Geschichte wurde Boffety für den César für die beste Kamera nominiert.

## Filmografie (Auswahl)
- 1962: Am Herz des Lebens (A cœur de la vie)
- 1962: La rivière du hibou
- 1963: Das schöne Leben (La belle vie)
- 1963: Verflucht und vergessen (La mort d’un tueur)
- 1964: Yoyo, der Millionär (Yoyo)
- 1965: Die großen Schnauzen (Les grandes gueules)
- 1965: Meine Nerven, deine Nerven (Tant qu’on a la santé)
- 1966: Die Haut des Anderen (Avec la peau des autres)
- 1966: Wer sind Sie, Polly Maggoo? (Qui êtes-vous, Polly Maggoo?)
- 1967: Die Abenteurer (Les aventuriers)
- 1967: Fern von Vietnam (Loin de Viet-Nam)
- 1967: Ich liebe dich, ich liebe dich (Je t’aime, je t’aime)
- 1968: Ho! Die Nummer eins bin ich (Ho!)
- 1969: Wahre Liebe rostet nicht (Le grand amour)
- 1970: Die Dinge des Lebens (Les choses de la vie)
- 1971: Rum-Boulevard (Boulevard du rhoum)
- 1972: Alfred, die Knallerbse (Les malheurs d’Alfred)
- 1972: César und Rosalie (César et Rosalie)
- 1972: Die kleinen Bosse (Les caïds)
- 1972: Pardon, Genossen! Edel sei der Mensch, hilflos und reich (Moi y’en a vouloir des sous)
- 1974: Diebe wie wir (Thieves Like Us)
- 1974: Vincent, François, Paul und die anderen (Vincent, François, Paul … et les autres)
- 1974: Die Chinesen in Paris (Les chinois à Paris)
- 1975: Beiß nicht, man liebt dich (Mords pas, on t’aime)
- 1975: Zum Freiwild erklärt (Folle à tuer)
- 1976: Mado
- 1977: Die Spitzenklöpplerin (La dentellière)
- 1977: Eine einfache Geschichte (Une histoire simple)
- 1978: Ein Mann in Wut (L’homme en colère)
- 1978: Mord in Barcelona (Un papillon sur l’épaule)
- 1978: Quintett (Quintet)
- 1979: Der rote Pullover (Le pull-over rouge)
- 1980: Der ungeratene Sohn (Un mauvais fils)
- 1981: Der Maulwurf (Espion, lève-toi)
- 1981: Ein jeglicher wird seinen Lohn empfangen … (Les uns et les autres)
- 1981: Zeit der Sehnsucht (Croque la vie)
- 1982: Louis und seine verrückten Politessen (Le gendarme et les gendarmettes)
- 1983: Dog Day – Ein Mann rennt um sein Leben (Canicule)
- 1983: Edith und Marcel (Edith et Marcel)
- 1983: Garçon! Kollege kommt gleich! (Garçon!)
- 1986: Mord an einem regnerischen Sonntag (Mort un dimanche de pluie)
- 1989: Bitter und süß (Doux amer)